# Raúl Chávez

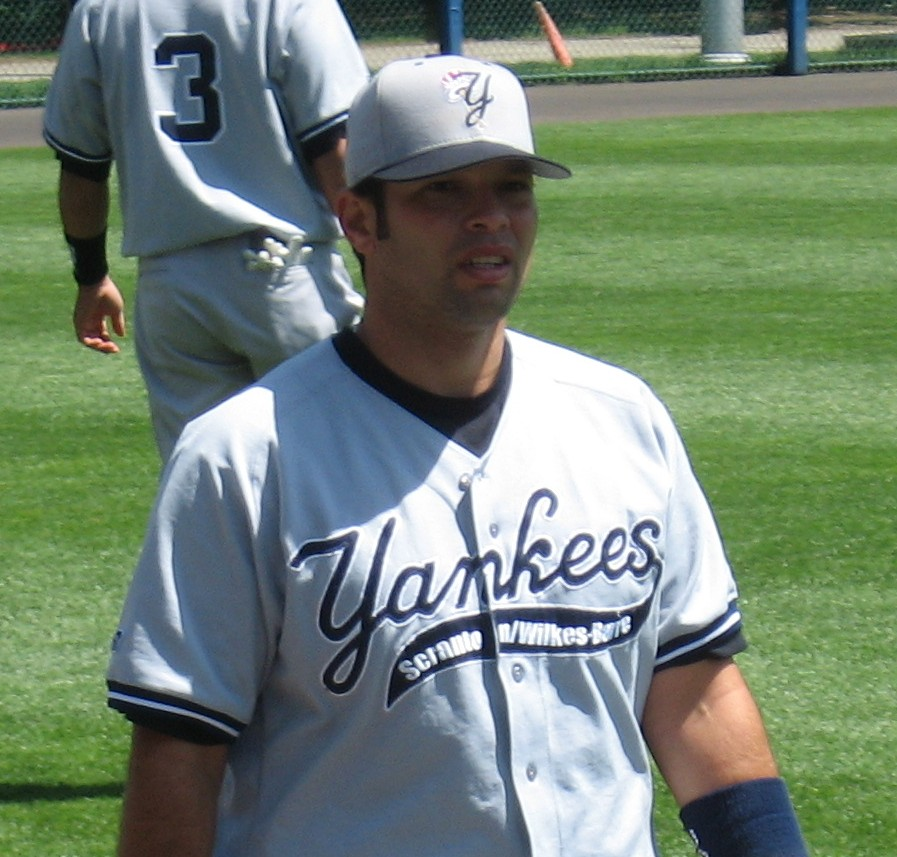
Raúl Chávez, en 2007.

Raúl Chávez Espinoza (Valencia, Carabobo, Venezuela; 18 de marzo de 1973) es un jugador profesional venezolano de béisbol. Su posición es receptor y su equipo en Estados Unidos fueron los Piratas de Pittsburgh. Jugó en Venezuela con los Navegantes del magallanes , y los Tigres de Aragua hasta la temporada 2011- 2012.
Debutó en la Liga Venezolana de Béisbol Profesional en 1991 con los Navegantes del Magallanes, siendo su posición original la del campocorto. Al año siguiente se convirtió en cácher.
En 2007 los Navegantes del Magallanes lo dejaron libre y firmó con su actual equipo.
En 1990 firmó un contrato profesional con los Expos de Montreal, y debutó con los Astros de Houston en las Grandes Ligas el 30 de agosto de 1996 contra los Padres de San Diego. Ha jugado en Grandes Ligas con 4 equipos: Expos de Montreal, Marineros de Seattle, Astros de Houston , Orioles de Baltimore, Piratas de Pittsburgh y Azulejos de Toronto.

## Trivia
- Es sobrino del exjugador y ex-mánager de los Caribes de Anzoátegui, Álvaro Espinoza, así como del exjugador y entrenador de pitcheo Roberto Espinoza.

- Datos: Q6101118
- Multimedia: Raúl Chávez / Q6101118